# Cournon
Cournon (Gallo Córnon, bretonisch Kornon) ist eine französische Gemeinde mit 805 Einwohnern (Stand 1. Januar 2022) im Département Morbihan in der Region Bretagne.

## Geographie
Cournon liegt rund elf Kilometer nördlich von Redon im Osten des Départements Morbihan und gehört zum Gemeindeverband Communauté de communes du Pays de la Gacilly.
Nachbargemeinden sind Sixt-sur-Aff im Norden und Nordosten, Bains-sur-Oust im Südosten und Süden, Glénac im Südwesten und Westen sowie La Gacilly im Nordwesten.

## Bevölkerungsentwicklung
| Jahr                       | 1962 | 1968 | 1975 | 1982 | 1990 | 1999 | 2012 | 2019 |
| Einwohner                  | 508  | 472  | 469  | 505  | 521  | 632  | 786  | 786  |
| Quellen: Cassini und INSEE |      |      |      |      |      |      |      |      |

## Sehenswürdigkeiten
- Dolmen des Tablettes (etwa 3000 Jahre v. Chr.)
- Kirche Sacré-Cœur
- Schloss von La Ville-Janvier (19. Jahrhundert)
- Rathaus
- Mühle in Broussais

Quelle:

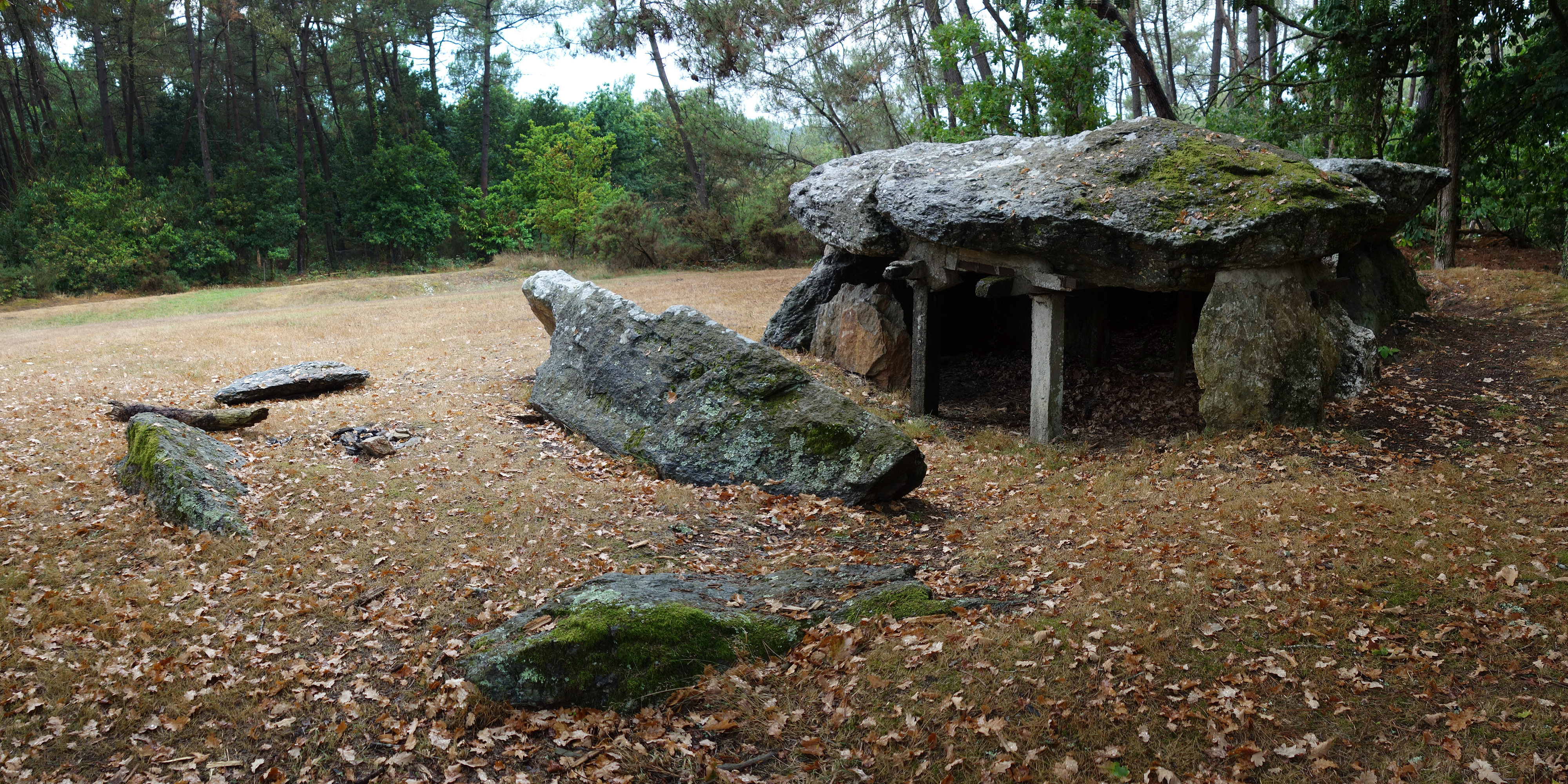
Dolmen des Tablettes
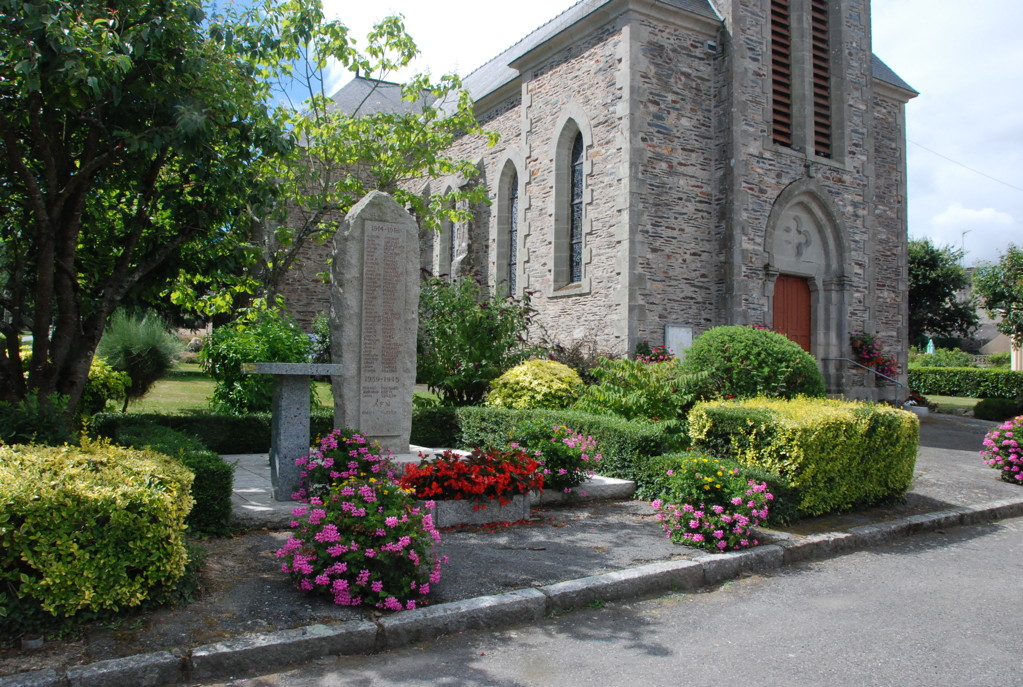
Kirche Sacré-Cœur und Gefallenendenkmal

## Dialekt
Cournon gehört zu dem Gebiet der Bretagne, in dem Gallo gesprochen wurde.